# 芒果糯米饭
芒果糯米饭，是一種傳統泰國甜點，主要材料为芒果、糯米與椰奶。

## 簡介
原產於泰國，但在整個中南半島地區亦很普及，包括寮國、柬埔寨、越南和孟加拉。 芒果糯米飯通常在芒果的旺季食用，通常在泰國的夏季，約4-5月之間。
一般用勺子食用，但亦可徒手抓起來吃。

## 材料
- 糯米
- 芒果
- 椰奶
- 白糖

## 軼事
2019年1月，泰國政府旅遊局舉辦了「我們在乎您」（We Care About You）的觀光活動，製作了重達4500公斤的芒果糯米飯，邀請近萬名中國觀光客食用，共使用了1500公斤的糯米與近6000顆芒果，打破杜拜於2016年創下的紀錄，獲金氏世界紀錄認證為最大份的芒果糯米飯。